# Tamellalt
Tamellalt (en tamazight : ⵜⴰⵎⵍⵍⴰⵍⵜ Tamellalt) est une ville du Maroc. Elle est située dans la région de Marrakech-Safi.